# Monomorium dentatum
Monomorium dentatum is een mierensoort uit de onderfamilie van de Myrmicinae. De wetenschappelijke naam van de soort is voor het eerst geldig gepubliceerd in 2007 door Sharaf.